# New England Patriots 1984
La stagione 1984 dei New England Patriots è stata la 16ª della franchigia nella National Football League, la 26ª complessiva e la terza e ultima di Ron Meyer, sostituito da Raymond Berry come capo-allenatore dopo l'ottavo turno. La stagione si concluse con un bilancio di nove vittorie e sette sconfitte, al secondo posto della AFC East division.

## Calendario
| Turno | Data       | Avversario             | Risultato | Note                                                 | Pubblico |
| ----- | ---------- | ---------------------- | --------- | ---------------------------------------------------- | -------- |
| 1     | 2/9/1984   | at Buffalo Bills       | V 21–17   | Steve Grogan passò due touchdown                     | 48,528   |
| 2     | 9/9/1984   | at Miami Dolphins      | S 28–7    |                                                      | 66,083   |
| 3     | 16/9/1984  | Seattle Seahawks       | V 38–23   | I Patriots rimontarono uno svantaggio di 23-0        | 43,140   |
| 4     | 23/9/1984  | Washington Redskins    | S 26–10   | Prima gara da titolare di Tony Eason                 | 60,503   |
| 5     | 30/9/1984  | at New York Jets       | V 28–21   |                                                      | 68,978   |
| 6     | 7/10/1984  | at Cleveland Browns    | V 17–16   |                                                      | 53,036   |
| 7     | 14/10/1984 | Cincinnati Bengals     | V 20–14   |                                                      | 48,154   |
| 8     | 21/10/1984 | Miami Dolphins         | S 44–24   | Ron Meyer licenziato dopo la gara                    | 60,711   |
| 9     | 28/10/1984 | New York Jets          | V 30–20   | Raymond Berry subentra come allenatore               | 60,513   |
| 10    | 4/11/1984  | at Denver Broncos      | S 26–19   |                                                      | 74,908   |
| 11    | 11/11/1984 | Buffalo Bills          | V 38–10   |                                                      | 43,313   |
| 12    | 18/11/1984 | at Indianapolis Colts  | V 50–17   | Prima partita dei Patriots ad Indianapolis           | 60,009   |
| 13    | 22/11/1984 | at Dallas Cowboys      | L 20–17   | Prima gara dei Patriots il Giorno del Ringraziamento | 55,341   |
| 14    | 2/12/1984  | St. Louis Cardinals    | S 33–10   |                                                      | 53,558   |
| 15    | 9/12/1984  | at Philadelphia Eagles | S 27–17   |                                                      | 41,581   |
| 16    | 16/12/1984 | Indianapolis Colts     | V 16–10   |                                                      | 22,383   |

## Classifiche
| AFC East             | AFC East | AFC East | AFC East | AFC East | AFC East | AFC East | AFC East | AFC East | AFC East |
|                      | V        | S        | P        | %        | DIV      | CONF     | PF       | PS       | Str.     |
| -------------------- | -------- | -------- | -------- | -------- | -------- | -------- | -------- | -------- | -------- |
| Miami Dolphins(1)    | 14       | 2        | 0        | .875     | 8–0      | 10–2     | 513      | 298      | V2       |
| New England Patriots | 9        | 7        | 0        | .563     | 6–2      | 9–3      | 362      | 352      | V1       |
| New York Jets        | 7        | 9        | 0        | .438     | 3–5      | 7–7      | 332      | 364      | S1       |
| Indianapolis Colts   | 4        | 12       | 0        | .250     | 2–6      | 4–8      | 239      | 414      | S5       |
| Buffalo Bills        | 2        | 14       | 0        | .125     | 1–7      | 1–11     | 250      | 454      | S2       |